# Vratné lahve
Vratné lahve jsou český film režiséra Jana Svěráka, natočený v roce 2007 podle scénáře Zdeňka Svěráka. V tomtéž roce byl film oceněn 3 Českými lvy.

## Děj
Josef Tkaloun (Zdeněk Svěrák) je pětašedesátiletý učitel češtiny na gymnáziu. Poté, co mu už počtvrté ujedou nervy a drzého žáka zkrotí svéráznou metodou (vyždímá mu houbu na tabuli nad hlavou), raději školu opouští. Ovšem nevydrží jen tak nečinně užívat si důchodu, a tak si vzápětí ke zděšení manželky (Daniela Kolářová) nachází novou práci – stává se messengerem, poslem na kole. Náledí a bezohledné auto však vykonají svoje – rychlý posel po krkolomném pádu končí na lůžku. Dřív než odloží berle, opatří si tentokrát bezpečnější zaměstnání – ve výkupu lahví v supermarketu. Od svého okénka má přehled, může si popovídat se zákazníky a zákaznicemi a především dá dohromady svého spolupracovníka přezdívaného Mluvka (Pavel Landovský) s paní Kvardovou. Novou známost dohodí i své dceři Helence (Tatiana Vilhelmová), kterou opustil manžel. Jeho vlastní sexuální život se však odehrává už jen v jeho fantazii. Později je však nahrazen automatickým přijímačem lahví, proto i ze supermarketu odejde. Nakonec manželku zaskočí výletem s překvapením k jejich čtyřicátému výročí svatby. A o překvapení na tomto výletu skutečně nebude nouze.

## Tvůrci
- Námět: Zdeněk Svěrák
- Scénář: Zdeněk Svěrák
- Hudba: Ondřej Soukup
- Kamera: Vladimír Smutný
- Režie: Jan Svěrák
- Další údaje: barevný, 95 min, komedie

## Obsazení
| Zdeněk Svěrák        | Josef Tkaloun                            |
| Daniela Kolářová     | Eliška Tkalounová                        |
| Tatiana Vilhelmová   | Helenka, Tkalounova dcera                |
| Jiří Macháček        | Robert Landa, zástupce ředitele školy    |
| Pavel Landovský      | Řezáč, „Mluvka“                          |
| Jan Budař            | Mirek Šourek, „Úlisný“                   |
| Nela Boudová         | Ptáčková, učitelka                       |
| Miroslav Táborský    | Šubrt, vedoucí prodejny                  |
| Věra Tichánková      | Lamková                                  |
| Jana Plodková        | Čárkovaná                                |
| Robin Soudek         | Tomík, Tkalounův vnuk                    |
| Martin Pechlát       | Karel, Tkalounův zeť                     |
| Božidara Turzonovová | Kvardová                                 |
| Jan Vlasák           | Wasserbauer                              |
| Alena Vránová        | ředitelka školy                          |
| Ondřej Vetchý        | Řezáčův syn                              |
| Kristina Kloubková   | Dáša, zdravotní sestra a Karlova milenka |
| Eva Leinweberová     | účetní                                   |
| Miroslav Hanuš       | Ptáček                                   |
| Radim Novák          | Hromada                                  |
| Danica Jurčová       | recepční ve studiu Happy Smile           |
| Jiří Bábek           | zloděj                                   |
| Natálie Drabiščáková | poštovní doručovatelka                   |
| Božena Pokorná       | Tkalounova sestra                        |
| Filip Renč           | telefonující muž                         |
| Jitka Asterová       | hlas moderátorky z rádia                 |
| Ladislav Smoljak     | důchodce v parku                         |
| Bořivoj Penc         | důchodce v parku                         |
| Jaroslav Weigel      | důchodce v parku                         |
| Jan Hraběta          | důchodce v parku                         |
| Petr Brukner         | důchodce v parku                         |
| Pavel Vondruška      | důchodce v parku                         |
| Jan Kašpar           | důchodce v parku                         |
| Jindřich Holna       | svatební host                            |

## Zajímavosti
- Film měl být původně natáčen již v roce 2003, ovšem Jan Svěrák původní otcův scénář odmítl. Svůj spor nad scénářem Svěrákovi dokonce zveřejnili v portrétním dokumentu Tatínek (2004). Zdeněk Svěrák po ročním odkladu napsal další, pátou verzi scénáře. V září 2005 se rozhodlo o tom, že film natočen bude a na jaře 2006 se začalo natáčet.
- Policie zadržela muže, který pořídil kopii filmu původně určenou pouze pro potřeby Ministerstva kultury. Tu potom se svým společníkem umístili na internet. Stíhání obou mužů bylo posléze zastaveno, neboť se k činu přiznali a s vlastníky filmu se dohodli na finančním vyrovnání. Soud rozhodl o tom, že zastavení stíhání bude podmínečné, a to na dobu 18 měsíců.[4]

## Recenze
Film byl hodnocen nadprůměrně, v říjnu 2019 měl v Česko-slovenské filmové databázi 76 %.
- Mirka Spáčilová, iDNES.cz  Vratné lahve, takový lepší a nahořklý Kolja
- Cival, Moviezone.cz  Vratné lahve
- Martin Nahlovsky, Kritiky.cz Vratné lahve – Snadné je žít...
- Michal, Kfilmu.net  Vratné lahve
- Marigold, Metalopolis  Vratné lahve – na sklonku podzimu